# بيل ووكر (لاعب كرة قاعدة)
بيل ووكر (بالإنجليزية: Bill Walker)‏ هو لاعب كرة قاعدة أمريكي، ولد في 7 أكتوبر 1903 في سانت لويس الشرقية ‏ في الولايات المتحدة، وتوفي بنفس المكان في 14 يونيو 1966.

## وصلات خارجية
- بيل ووكر على موقع دوري كرة القاعدة الرئيسي (الإنجليزية)
- بيل ووكر على موقعبيزبول رفرنس.كوم (الدوري الرئيسي) (الإنجليزية)
- بيل ووكر على موقعبيزبول رفرنس.كوم (الدوري الثانوي) (الإنجليزية)